# Yanchep

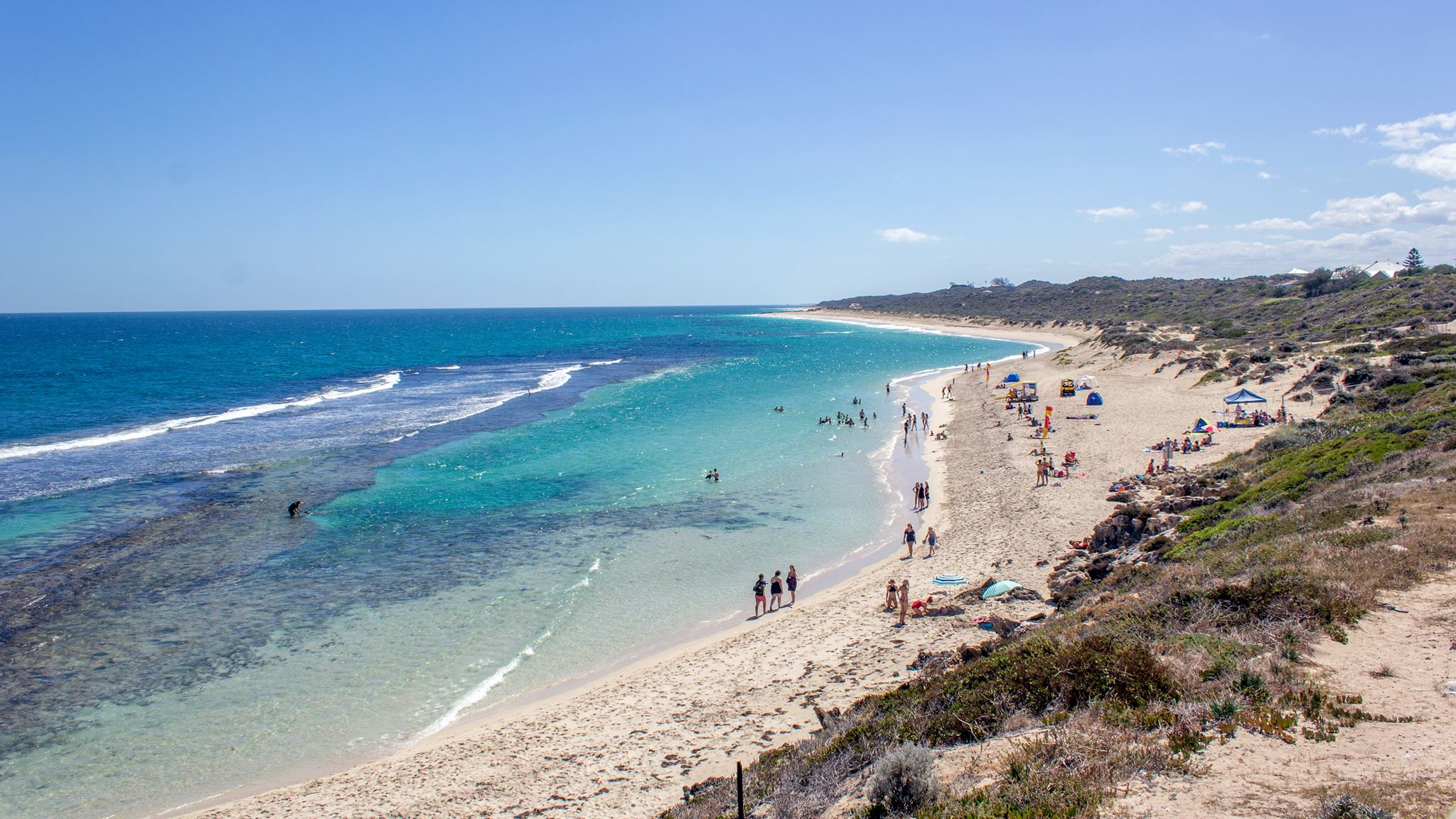
Playa Yanchep Lagoon

Yanchep es un suburbio costero de Perth con unos 8800 habitantes (2016), en el oeste de Australia, ubicado a 56 kilómetros al norte del distrito central de negocios de Perth. 
Se encuentra dentro del área gestionada la ciudad de Wanneroo. Originalmente era un pequeño asentamiento de pesca de langosta, fue desarrollado por el empresario Alan Bond en la década de 1970 para la America's Cup de 1977. El área abarca el centro urbano de Yanchep y el Parque Nacional Yanchep en su totalidad.

## Geografía
Yanchep limita al noroeste con Two Rocks y al sur con las localidades rurales de Eglinton, Carabooda y Pinjar. Las localidades de Gingin y Chittering, no metropolitanas, rodean los límites norte y este de Yanchep. Al oeste de Yanchep está el Océano Índico.
Abarca más de 220 kilómetros cuadrados, y ocupa casi toda la parte norte y noreste de la ciudad de Wanneroo. A pesar de esto, la concentración urbana de Yanchep se encuentra casi en su totalidad en un pequeño enclave alrededor de Yanchep Beach Road, cerca de la costa.
Comprende la totalidad del área del parque nacional Yanchep.

## Historia
Las tierras que comprende Yanchep se usaron inicialmente como estación de ovejas, hasta 1970 cuando Alan Bond compró aproximadamente 8100 hectáreas de tierra en el área. La corporación Bond presentó diseños para "Yanchep Sun City", una futura ciudad satélite de más de 200,000 residentes. Las primeras casas de la zona se construyeron en 1972, y el puerto deportivo de la cercana Two Rocks se construyó como parte del mismo proyecto dos años más tarde. Sin embargo, las ventas de viviendas en el área ya habían disminuido en 1974. En 1977, el proyecto fue comprado por la corporación Tokyu luego de que la corporación Bond experimentara dificultades financieras.